# Anton Terechov
Anton Andreevič Terechov (in russo Антон Андреевич Терехов?; Surgut, 30 gennaio 1998) è un calciatore russo, attaccante svincolato.

## Caratteristiche tecniche
È un'ala destra.

## Carriera

### Club
Cresciuto nelle giovanili della Dinamo Mosca, ha esordito in prima squadra il 17 aprile 2016 in un match vinto 1-0 contro il Kryl'ja Sovetov Samara.

### Nazionale
Ha giocato nelle nazionali giovanili russe Under-15, Under-16, Under-17, Under-18 ed Under-19.

## Statistiche

### Presenze e reti nei club
Statistiche aggiornate al 22 luglio 2020.
| Stagione            | Squadra                | Campionato          | Campionato | Campionato | Coppe nazionali | Coppe nazionali | Coppe nazionali | Coppe continentali | Coppe continentali | Coppe continentali | Altre coppe | Altre coppe | Altre coppe | Totale | Totale | Totale |
| Stagione            | Squadra                | Comp                | Pres       | Reti       | Comp            | Pres            | Reti            | Comp               | Pres               | Reti               | Comp        | Pres        | Reti        | Pres   | Reti   |        |
| ------------------- | ---------------------- | ------------------- | ---------- | ---------- | --------------- | --------------- | --------------- | ------------------ | ------------------ | ------------------ | ----------- | ----------- | ----------- | ------ | ------ | ------ |
| 2016-2017           | Dinamo-2 Mosca         | 2D                  | 6          | 2          | CR              | 0               | 0               |                    | -                  | -                  |             | -           | -           | 6      | 2      |        |
| 2015-2016           | Dinamo Mosca           | PL                  | 4          | 0          | CR              | 0               | 0               |                    | -                  | -                  |             | -           | -           | 4      | 0      |        |
| 2016-2017           | Dinamo Mosca           | 1D                  | 3          | 0          | CR              | 1               | 0               |                    | -                  | -                  |             | -           | -           | 4      | 0      |        |
| 2017-2018           | Dinamo Mosca           | PL                  | 4          | 1          | CR              | 0               | 0               |                    | -                  | -                  |             | -           | -           | 4      | 1      |        |
| 2018-2019           | Dinamo Mosca           | PL                  | 2          | 0          | CR              | 1               | 0               |                    | -                  | -                  |             | -           | -           | 3      | 0      |        |
| Totale Dinamo Mosca | Totale Dinamo Mosca    | Totale Dinamo Mosca | 13         | 1          |                 | 2               | 0               |                    | -                  | -                  |             | -           | -           | 15     | 1      |        |
| 2019-2020           | Kryl'ja Sovetov Samara | PL                  | 12         | 0          | CR              | 1               | 0               |                    | -                  | -                  |             | -           | -           | 13     | 0      |        |
| Totale carriera     | Totale carriera        | Totale carriera     | 31         | 3          |                 | 3               | 0               |                    | -                  | -                  |             | -           | -           | 34     | 3      |        |

## Palmarès

### Club

#### Competizioni nazionali
- PFN Ligi: 1

Dinamo Mosca: 2016-2017